# 사돈
《사돈》(Mothers In Law)은 한국에서 제작된 신성우 감독의 2003년 드라마 영화이다. 손영순 등이 주연으로 출연하였다.

## 출연

### 주연
- 손영순
- 남정희

## 기타
- 녹음: 윤성기
- 믹싱: 김수현
- 미술: 민애리